# New York Hippodrome
L'Hippodrome Theatre, chiamato anche New York Hippodrome, è stato un teatro di New York dal 1905 al 1939, situato sulla Sesta Strada tra la 43ª e la 44ª West Street nel quartiere dei teatri di Midtown Manhattan. Fu definito il teatro più grande del mondo dai suoi costruttori e aveva una capacità di 5.300 posti a sedere, con un palco di 30x61 metri. Il teatro aveva una tecnologia teatrale all'avanguardia, incluso un serbatoio d'acqua di vetro sollevabile.

## Storia
L'Hippodrome fu costruito da Frederic Thompson ed Elmer "Skip" Dundy, creatori del parco divertimenti Luna Park a Coney Island, con il sostegno di Harry S. Black's US Realty, una società immobiliare e di costruzioni dominante dell'epoca e fu acquisito di The Shubert Organization nel 1909. Nel 1933 fu riaperto come cinema New York Hippodrome e divenne il palcoscenico per il Jumbo di Billy Rose nel 1935. Le opere che apparvero all'Hippodrome comprendevano numerosi circhi, riviste musicali, l'elefante scomparso di Harry Houdini, vaudeville, film muti come Neptune's Daughter (1914) e Better Times (1922) ed il cinema degli anni '30.
Il teatro chiuse nell'agosto 1939 per demolizione ed al suo posto nel 1952 aprì un grande edificio per uffici moderno, noto come "The Hippodrome Center" (1120 Avenue of the Americas).

## Costruzione

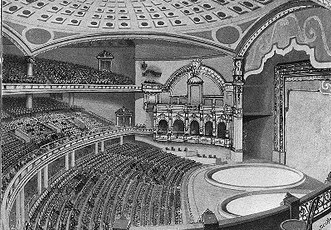
L'interno dell'Hippodrome

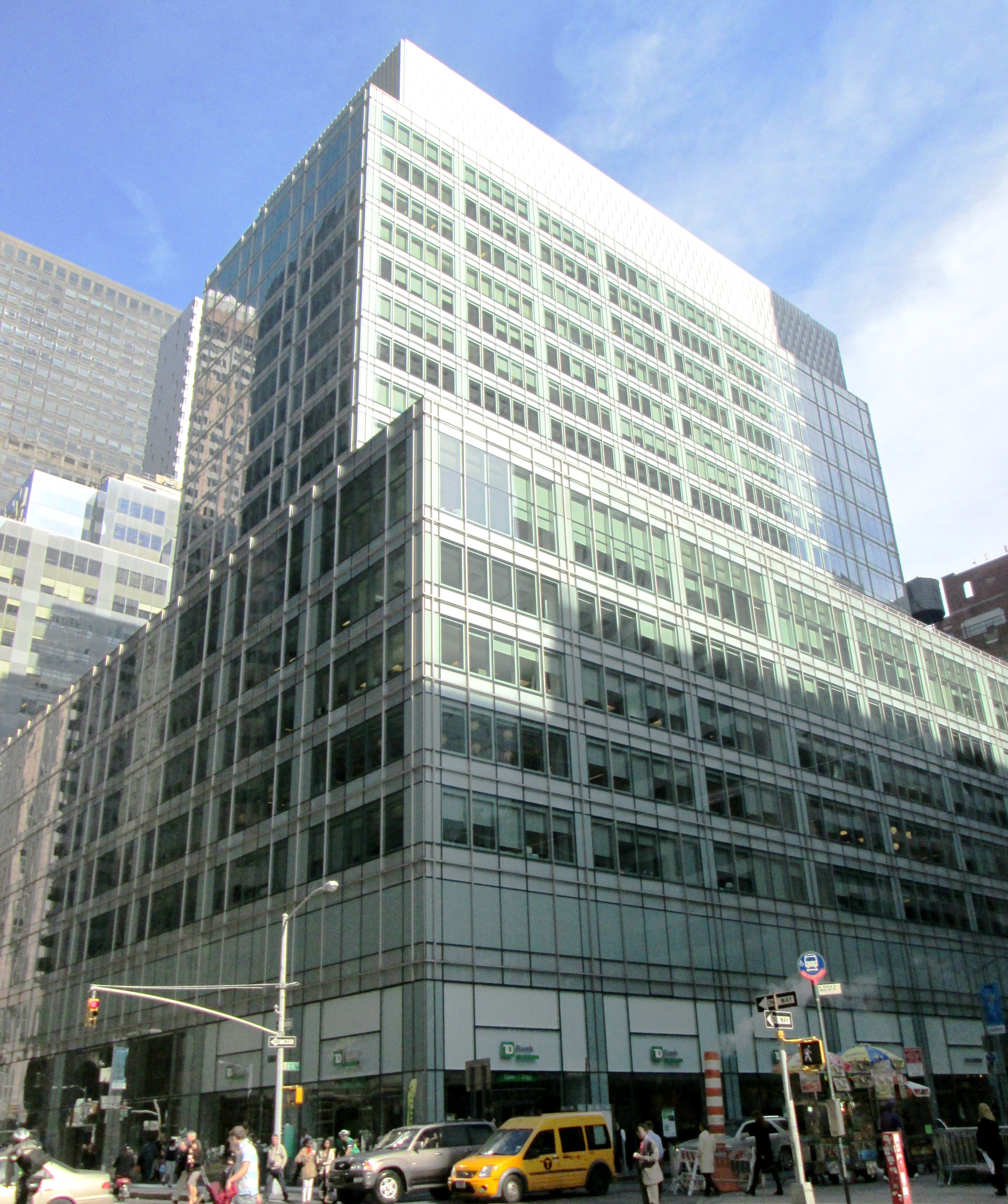
L'Hippodrome Building, costruito nel 1951-52, in 1120 Avenue of the Americas (Sesta Strada), progettato da Kahn & Jacobs

La costruzione dell'Hippodrome iniziò nel giugno 1904, con Frederick Thompson e Jay H. Morgan come architetti e la Fuller Company come appaltatore generale. I ritocchi finali erano ancora in corso alcuni giorni prima dell'apertura del 12 aprile 1905. Con una capienza di 5.300 posti a sedere, quasi il doppio di quella di 3.000 posti del Metropolitan Opera, il gigantesco edificio è ancora considerato una delle vere meraviglie dell'architettura teatrale. Il suo palco era 12 volte più grande di qualsiasi sede di teatro "legittima" di Broadway ed era in grado di ospitare fino a 1.000 artisti alla volta, o un circo a grandezza naturale con elefanti e cavalli, che potevano essere ospitati in stalle costruite sotto il palcoscenico. Aveva anche un serbatoio d'acqua in vetro trasparente da 8.000 galloni, alto 4,3 metri, 18 metri di diametro, che poteva essere sollevato da sotto il palco da pistoni idraulici per spettacoli di nuoto e immersioni.
L'esterno dell'edificio in mattoni rossi e terracotta era in stile moresco, con due torri angolari, ciascuna delle quali era sormontata da un globo coperto di luci elettriche.
Harry Houdini e Jennie l'elefante si esibivano all'Hippodrome Building, costruito nel 1951-52, al 1120 Avenue of the Americas (Sesta strada), progettato da Kahn & Jacobs.

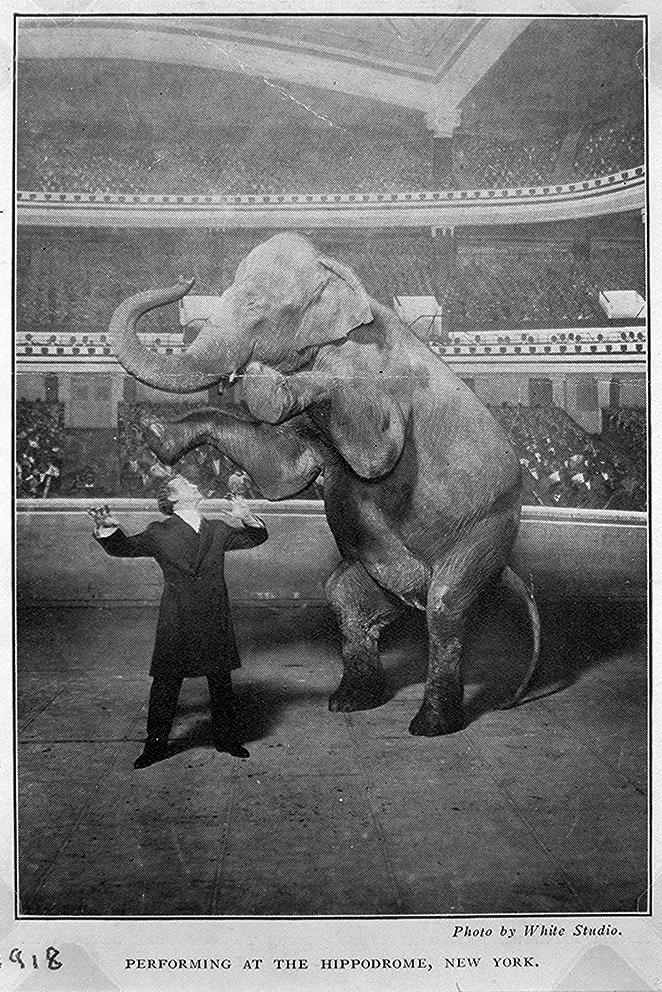
Harry Houdini e Jennie l'elefante si esibiscono all'Hippodrome

## Apertura
L'inaugurazione di gala il 12 aprile 1905 fece il tutto esaurito, con posti a sedere al prezzo di appena 25 centesimi nel "Family Circle" del teatro, mentre altri erano stati venduti all'asta fino a $575. La performance fu una rappresentazione spettacolare di quattro ore, il cui primo atto fu chiamato A Yankee Circus on Mars, che comprendeva navi spaziali, cavalli, elefanti, acrobati, clown, tra cui il famoso clown spagnolo Marceline Orbes, un babbuino di nome Coco, un'orchestra di 60 elementi, centinaia di cantanti e 150 ballerini che si esibirono nella Danza delle ore di Ponchielli. Il secondo atto fu Andersonville, sulla famigerata prigione militare confederata dove molti soldati dell'Unione furono maltrattati. Lo spettacolo rappresentava il raid dell'Unione nel campo, con colpi di arma da fuoco, esplosioni e truppe di cavalleria a cavallo che nuotavano attraverso l'enorme serbatoio d'acqua che simulava un lago.

## Gli anni gloriosi
Sotto la direzione di Charles Dillingham, l'Hippodrome era il teatro più grande e di maggior successo di New York. Presentava spettacoli sontuosi completi di animali da circo, cavalli che si tuffavano, set sfarzosi e cori di 500 membri. Fino alla fine della prima guerra mondiale, l'Hippodrome ospitò tutti i tipi di spettacoli, quindi passò a stravaganze musicali, tra cui Good Times che andò avanti per 456 spettacoli dal 1920-21 e Better Times, che si esibì per 405 nel 1922-23. Quando Dillingham lasciò nel 1923 per perseguire altri interessi, l'Hippodrome fu affittato a Keith-Albee, che assunse l'architetto Thomas W. Lamb per trasformarlo in un teatro di vaudeville costruendo un palcoscenico più piccolo e scartando tutte le sue caratteristiche uniche. Gli artisti di vaudeville più famosi dell'epoca, tra cui l'illusionista Harry Houdini, si esibirono all'Hippodrome durante il suo periodo di massimo splendore. Altri avrebbero potuto far sparire i conigli, ma nel 1918, sul palco luminoso dell'Hippodrome, Houdini fece sparire un elefante di 4,53 tonnellate, facendo sensazione.
Gli enormi costi di gestione dell'Hippodrome lo resero un perenne fallimento finanziario e una serie di produttori tentò senza riuscirci di guadagnare con il teatro. Divenne luogo per produzioni di vaudeville nel 1923 prima di essere affittato per spettacoli d'opera a basso costo, per poi diventare finalmente un'arena sportiva.

## Declino e caduta
Nel 1922, gli elefanti che hanno abbellito il palco dell'Hippodrome sin dalla sua apertura si trasferirono nei quartieri alti al Royal Theater del Bronx. All'arrivo, ricordava lo scenografo Miller Renard, gli elefanti furono accolti con clamore straordinario:
Il giorno dopo il presidente del distretto offrì loro una cena sul prato della Camera di Commercio in Tremont Avenue, con menù speciali per gli elefanti. È stato uno spettacolo vedere tutti quegli elefanti salire quei gradini fino al tavolo dove ogni elefante aveva una balla di fieno. Poi il presidente della circoscrizione accolse gli elefanti nel Bronx e il posto venne semplicemente assalito dalla gente. E quella è stata la peggiore settimana di affari che abbiamo mai fatto in quel teatro. 
Nel 1925 i film furono aggiunti al vaudeville, ma nel giro di pochi anni, la concorrenza dei grandi cinema più nuovi e più sontuosi nell'area di Broadway-Times Square costrinse Keith-Albee-Orpheum, che si era fuso con l'RKO nel maggio 1928, a vendere il teatro. Diversi tentativi di utilizzare l'Hippodrome per opere teatrali e liriche fallirono, e rimase buio fino al 1935, quando il produttore Billy Rose lo affittò per il suo spettacolare musical circense di Rodgers & Hart, Jumbo, che ricevette recensioni favorevoli ma durò solo cinque mesi a causa della Grande depressione.
Dopodiché l'Hippodrome rantolò tra prenotazioni di film in ritardo, boxe, wrestling e giochi di jai alai prima di essere demolito nel 1939, quando il valore degli immobili sulla Sesta Strada iniziò a salire. L'Hippodrome di New York chiuse il 16 agosto 1939 e fu demolito. La seconda guerra mondiale ritardò la riqualificazione e il sito dell'Hippodrome rimase vacante per oltre un decennio.

## Eredità
L'edificio per uffici e il parcheggio costruito sul sito nel 1951-52, di proprietà della Edison Properties, utilizza il nome "The Hippodrome Center". Negli anni '60 il moderno edificio è stato la sede aziendale della società di pubblicazione di media Charter Communications.

## Spettacoli selezionati
- A Yankee Circus on Mars (1905)
- A Society Circus (1905)
- Neptune's Daughter (1906)
- The Auto Race (1907)
- Sporting Days (1908)
- A Trip to Japan (1909)
- The International Cup, the Ballet of Niagra, and the Earthquake (1910)
- Around the World (1912)
- Under Many Flags (1912)
- America (1913)
- Wars of the World (1915)
- Hip! Hip! Hooray! (1915)
- The Big Show (1916)
- Cheer Up (1917)
- Everything (1918)
- Happy Days (1919)
- Good Times (1920)
- Get Together (1921)
- Better Times (1922)
- Jumbo (1935)